# Dianthus ruprechtii
Dianthus ruprechtii är en nejlikväxtart som beskrevs av Boris Konstantinovich Schischkin. Dianthus ruprechtii ingår i släktet nejlikor, och familjen nejlikväxter. Inga underarter finns listade i Catalogue of Life.